# Indische Badmintonmeisterschaft 1994/95
Die Indische Badmintonmeisterschaft der Saison 1994/1995 fand Anfang 1995 in Patiala statt. Es war die 59. Austragung der nationalen Titelkämpfe im Badminton in Indien.

## Finalergebnisse
| Disziplin    | Sieger                      | Finalist                             | Ergebnis    |
| ------------ | --------------------------- | ------------------------------------ | ----------- |
| Herreneinzel | Dipankar Bhattacharjee      | Rajeev Bagga                         | 15-5, 17-14 |
| Dameneinzel  | P. V. V. Lakshmi            | Manjusha Pawangadkar                 |             |
| Herrendoppel | Bhushan Akut Vinod Kumar    | Jaseel P. Ismail Vijaydeep Singh     |             |
| Damendoppel  | Nancy Keith Sindhu Gulati   | Manjusha Pawangadkar Archana Deodhar |             |
| Mixed        | Vinod Kumar Madhumita Bisht | Harjeet Singh Sindhu Gulati          |             |